# سام هيوسون
سام هيوسون (بالإنجليزية: Sam Hewson)‏ (28 نوفمبر 1988 ببولتن في المملكة المتحدة - ) هو لاعب كرة قدم بريطاني في مركز الوسط. لعب مع فيمليكافيلاغ هافنارفيارذار ومانشستر يونايتد ونادي بوري ونادي فرام ونادي هيرفورد ونادي ألترينتشام.

## وصلات خارجية
- سام هيوسون على موقع قاعدة بيانات كرة القدم.إي يو (الإنجليزية)
- سام هيوسون على موقع قاعدة بيانات كرة القدم.إي يو (الإنجليزية)
- سام هيوسون على موقع Soccerbase.com (لاعب) (الإنجليزية)
- سام هيوسون على موقع Soccerway.com (الإنجليزية)